# 小熊謙二
小熊 謙二（おぐま けんじ、1925年10月30日 - ）は、第二次世界大戦終結後にシベリア抑留を受けた日本軍兵士である。現在は、同抑留の戦後賠償を手掛ける等、社会活動家として活動している。
実子は、社会学者の小熊英二。

## 概要
物心がついた時点で、母親はすでに結核を発病しており、離れに隔離されていた。父親は仕事に忙しく、謙二の面倒を見られなかったので、東京から来た祖母、小千代に連れられた。

## 来歴・人物
北海道常呂郡佐呂間村（現在の佐呂間町）生まれ。佐呂間の地名は、アイヌ語のサロマペッ（葦原の川）が語源である。1911（明治44）年にはここに栃木県谷中村の鉱毒被災者たちが集団入植し、栃木集落を形成したことでも知られる。
労働力不足から早稲田実業を早期卒業させられ、軍需工場であった富士通信機製造に就職した。終戦間近の19歳の時に徴兵によって満州に渡ったが、物資不足のために小銃や鉄兜も支給されず、訓練も受けないうちに終戦になった。侵攻してきたソ連軍にシベリアに抑留され、収容所での4年間の飢えと過酷な労働を体験して帰国できた。しかし、職を転々とするうちに25歳のときに当時は不治の病と言われた結核に罹り、30歳まで療養所に収容された。つまり謙二は20代のほとんどを収容所と結核療養所で過ごしたのである。退院後は様々な仕事に就き苦労するが、32歳で家庭を持つことができ、やがてスポーツ店の経営にも成功した。晩年は地域の世話役や元軍人でつくる「不戦兵士の会」の活動に取り組んだ。